# Liste des musées du Devon
Cette liste des musées du Devon, en Angleterre contient des musées qui sont définis dans ce contexte comme des institutions (y compris des organismes sans but lucratif, des entités gouvernementales et des entreprises privées) qui recueillent et soignent des objets d'intérêt culturel, artistique, scientifique ou historique. leurs collections ou expositions connexes disponibles pour la consultation publique. Sont également inclus les galeries d'art à but non lucratif et les galeries d'art universitaires. Les musées virtuels ne sont pas inclus.

## Musées
| Nom                                                | Image | Ville/Cité          | District    | Type                  | Résume |
| -------------------------------------------------- | ----- | ------------------- | ----------- | --------------------- | --- |
| A La Ronde                                         |       | Exmouth             | East Devon  | Maison historique     | Exploité par le National Trust, maison à seize côtés de la fin du XVIIIe siècle avec des décorations et des collections inhabituelles |
| Allhallows Museum                                  |       | Honiton             | East Devon  | Local                 | website, histoire locale, collection de dentelle Honiton, poterie Honiton, paléontologie, jouets, souvenirs de guerre |
| Ariel Centre                                       |       | Totnes              | South Hams  | Art                   | website, centre d'art avec galerie et théâtre, appartenant au King Edward VI Community College |
| Arlington Court                                    |       | Arlington           | North Devon | Maison historique     | Exploité par le National Trust, maison de campagne du début du XIXe siècle avec une collection de meubles anciens et une collection éclectique de souvenirs de famille, musée du carrossier du National Trust, jardins                                                             |
| Ashburton Museum                                   |       | Ashburton           | Teignbridge | Local                 | website, histoire locale, culture, collection d'artefacts Amérindiens |
| Axminster Museum                                   |       | Axminster           | East Devon  | Local                 | Histoire locale, culture, industrie, agriculture |
| Barnstaple Heritage Centre                         |       | Barnstaple          | North Devon | Local                 | website, Histoire locale |
| Barometer World                                    |       | Merton              | Torridge    | Science & Technologie | Boutique (vente, réparation et restauration de baromètres) et collection du musée qui abrite le célèbre Baromètre à sangsues. |
| Château de Berry Pomeroy                           |       | Totnes              | South Hams  | Maison historique     | Exploité par English Heritage, ruines d'une grande maison fortifiée et d'un château fort de la fin du Moyen Âge |
| Bicclescombe Watermill                             |       | Ilfracombe          | North Devon | Mill                  | information, moulin de la fin du XVIIIe siècle |
| Bideford Railway Heritage Centre                   |       | Bideford            | Torridge    | Rail                  | |
| Bill Douglas Cinema Museum                         |       | Exeter              | Exeter      | Media                 | Histoire du cinéma et des médias visuels, souvenirs de médias, appartenant à l'Université d'Exeter |
| Bishopsteignton Museum of Rural Life               |       | Bishopsteignton     | Teignbridge | Local                 | information, histoire locale, agriculture, géologie |
| Bomb Shelter                                       |       | Beer                | East Devon  | Local                 | Petit musée montrant l'histoire d'une grosse bombe qui n'a pas détruit le village. |
| Bovey Tracey Heritage Centre                       |       | Bovey Tracey        | Teignbridge | Local                 | information, histoire locale, culture, situé dans la gare de Bovey |
| Bradley                                            |       | Newton Abbot        | Teignbridge | Maison historique     | Exploité par le National Trust, manoir médiéval, prés riverains et bois |
| Braunton and District Museum                       |       | Braunton            | North Devon | Local                 | information, histoire locale, agriculture, patrimoine maritime, industrie, chemin de fer |
| Braunton Countryside Centre                        |       | Braunton            | North Devon | Histoire naturelle    | website, environnement des paysages côtiers et agricoles entourant Braunton, agriculture et marais Braunton |
| Bridge Mill                                        |       | Bridgerule          | Torridge    | Mill                  | website, moulin à eau du XIXe siècle restauré |
| Britannia Museum                                   |       | Dartmouth           | South Hams  | Maritime              | website, histoire du Britannia Royal Naval College, ouvert sur réservation préalable |
| Brixham Battery Heritage Centre                    |       | Brixham             | Torbay      | Militaire             | Histoire militaire locale de la Seconde Guerre mondiale, batterie d'armes à feu, boîte à pilules, visite du jardin de batteries |
| Brixham Heritage Museum                            |       | Brixham             | Torbay      | Local                 | website, histoire locale, pêche et construction navale |
| Buckland Abbey                                     |       | Buckland Monachorum | West Devon  | Maison historique     | Exploité par le National Trust, le domaine des abbayes et les terrains avec des expositions sur les explorateurs Sir Richard Grenville et Sir Francis Drake |
| Budlake Old Post Office                            |       | Broadclyst          | East Devon  | Maison historique     | website Exploité par le National Trust, bureau de poste de cottage des années 1950, près de Killerton |
| Burton Art Gallery and Museum                      |       | Bideford            | Torridge    | Art                   | website, aquarelles, peintures à l'huile, estampes et dessins, arts décoratifs, artisanat contemporain, maquettes de bateaux napoléoniens, mais aussi histoire locale |
| Bygones Museum                                     |       | Torquay             | Torbay      | Multiple              | website, magasin de l'époque victorienne et affiche chambre, trains miniatures et des souvenirs, des expositions militaires, des années 1940 et 50 ans galerie marchande, machines de jeux, bâtiments de modèleet souvenirs de la Peninsular and Oriental Steam Navigation Company |
| Cadhay                                             |       | Ottery St Mary      | East Devon  | Maison historique     | Manoir élisabéthain et jardins |
| Castle Drogo                                       |       | Drewsteignton       | West Devon  | Maison historique     | Exploité par le National Trust, château fort du début du XXe siècle conçu par Sir Edwin Lutyens, jardins |
| Chambercombe Manor                                 |       | Ilfracombe          | North Devon | Maison historique     | Manoir normand avec des meubles d'époque allant de l'époque élisabéthaine à l'époque victorienne |
| Clovelly                                           |       | Clovelly            | North Devon | Maison historique     | Village de pêcheurs historique comprenant la maison d’enfance de l’auteur et réformateur social de l’époque victorienne Charles Kingsley, maison de pêcheur des années 1930 |
| Clyston Mill                                       |       | Broadclyst          | East Devon  | Mill                  | website Exploité par le National Trust, site Web , moulin à maïs à eau, près de Killerton |
| Cobbaton Combat Collection                         |       | Chittlehampton      | North Devon | Militaire             | website, artefacts militaires, la plupart datant de la Seconde Guerre mondiale |
| Coldharbour Mill                                   |       | Uffculme            | Mid Devon   | Industrie             | Musée du textile de la filature, machines à vapeur historiques (jours fériés), exposition de maisons de poupées, train miniature, programme d’éducation scolaire |
| Coleton Fishacre                                   |       | Kingswear           | South Hams  | Maison historique     | Exploité par le National Trust, maison de campagne de style Arts and Crafts des années 1920 pour Rupert D'Oyly Carte, jardins |
| Colyton Heritage Centre                            |       | Colyton             | East Devon  | Local                 | website, histoire locale |
| Combe Martin Museum                                |       | Combe Martin        | North Devon | Local                 | website, histoire locale |
| Château de Compton                                 |       | Marldon             | South Hams  | Maison historique     | Exploité par le National Trust, forteresse médiévale |
| Crediton Museum                                    |       | Crediton            | Mid Devon   | Local                 | website, l'histoire locale géré par la Crediton Area History and Museum Society |
| Cricklepit Mill                                    |       | Exeter              | Exeter      | Mill                  | website, moulin à eau du XIXe siècle, siège et centre d'accueil pour le Devon Wildlife Trust |
| Crownhill Fort                                     |       | Plymouth            | Plymouth    | Militaire             | Fort de l'époque victorienne avec artillerie, exploité par Landmark Trust |
| Dartmoor Prison Museum                             |       | Princetown          | West Devon  | Prison                | Histoire de la prison de Dartmoor |
| Dartmouth Castle                                   |       | Dartmouth           | South Hams  | Militaire             | Exploité par l'English Heritage, forteresse côtière avec batterie d'armes à feu |
| Dartmouth Museum                                   |       | Dartmouth           | South Hams  | Local                 | Situé dans une maison de marchand de 1640, l'histoire maritime et locale, plusieurs collections d'histoire locale et maritime, abrite également la collection de Henley et la collection Dawe de navires en bouteilles                                                             |
| Dartmoor National Park Visitor Centre - Princetown |       | Princetown          | West Devon  | Multiple              | website, l'un des trois centres d'accueil du parc national de Dartmoor, présente des expositions sur l'histoire locale, la culture, la faune, l'art |
| Dawlish Museum                                     |       | Dawlish             | Teignbridge | Local                 | information, histoire locale, culture, industrie, porcelaine, histoire naturelle, poupées et jouets |
| Devon Railway Centre                               |       | Bickleigh           | Mid Devon   | Rail                  | 2 ft 610 mm) chemin de fer de passagers, collection à voie étroite, chemin de fer miniature, modèles de voies ferrées |
| Devonport Naval Heritage Centre                    |       | Plymouth            | Plymouth    | Maritime              | Objets de la Royal Navy, ouverts sur rendez-vous |
| Dingles Fairground Heritage Centre                 |       | Lifton              | West Devon  | Amusement             | website, objets d'art forains et souvenirs, manèges, stands et spectacles d'époque, machines à vapeur industrielles et routières, véhicules d'époque, panneaux de signalisation, machinerie d'époque                                                                               |
| Dunkeswell Memorial Museum                         |       | Dunkeswell          | East Devon  | Militaire             | website, historique de la RAF Dunkeswell pendant la Seconde Guerre mondiale , actuellement fermé |
| Exeter's Underground Passages                      |       | Exeter              | Exeter      | Histoire              | website, souterrains médiévaux construits pour l'approvisionnement en eau potable |
| Exmouth Museum                                     |       | Exmouth             | East Devon  | Local                 | website, histoire locale, culture |
| Fairlynch Museum                                   |       | Budleigh Salterton  | East Devon  | Multiple              | website, logé dans une maison du début du XIXe siècle avec un toit de chaume, histoire locale, collection de costumes et dentelles, archéologie, géologie |
| Finch Foundry                                      |       | Sticklepath         | West Devon  | Technologie           | Exploité par le National Trust, forge à eau |
| Fursdon (Devon)                                    |       | Cadbury             | Mid Devon   | Maison historique     | website, domaine agricole de plus de 700 ans, collection de costumes, jardin |
| Golden Hind Museum, Brixham                        |       | Brixham             | Torbay      | Maritime              | website, réplique du navire Golden Hind de Sir Francis Drake et musée |
| Great Torrington Heritage Museum and Archive       |       | Great Torrington    | Torridge    | Local                 | website, histoire locale |
| Greenway Estate                                    |       | Galmpton            | Torbay      | Maison historique     | Exploité par le National Trust, maison géorgienne appartenant à l'auteur Agatha Christie, décor des années 1950 avec des collections d'archéologie, de tunbridgeware, d'argent, de porcelaine botanique et de livres, de jardins                                                   |
| Hartland Abbey                                     |       | Hartland            | Torridge    | Maison historique     | Ancien monastère médiéval, maison de campagne avec collections de tableaux, de meubles et de porcelaines, jardins |
| Hartland Quay Museum                               |       | Hartland            | Torridge    | Maritime              | website, épaves de navires, histoire naturelle, métiers côtiers, géologie et histoire de Hartland Quay, situé dans le Hartland Quay Hotel |
| Hele Corn Mill                                     |       | Hele                | North Devon | Mill                  | website, moulin à eau du XVIe siècle, salon de thé et boutique |
| Hemyock Castle                                     |       | Hemyock             | Mid Devon   | Maison historique     | Ouvert les jours fériés, ruines du manoir médiéval |
| Holsworthy Museum                                  |       | Holsworthy          | Torridge    | Local                 | website, histoire locale, salles d'époque |
| House of Marbles                                   |       | Bovey Tracey        | Teignbridge | Art                   | website,travail du verre et fabrique de jeux dans une poterie historique, expositions de verre, jeux, billes et poterie Bovey |
| Ilfracombe Museum                                  |       | Ilfracombe          | North Devon | Multiple              | website, histoire locale, histoire naturelle, artefacts maritimes, minéraux, archéologie, cartes, peintures, photos, objets militaires et costumes |
| Kelly House                                        |       | Kelly               | West Devon  | Maison historique     | Maison de campagne géorgienne et chambres d'hôtes en cours de restauration |
| Kelly Mine                                         |       | Lustleigh           | Teignbridge | Mine                  | Ancienne mine de fer avec équipement et moulin avec timbres californiens |
| Killerton                                          |       | Broadclyst          | East Devon  | Maison historique     | Exploité par le National Trust, domaine et jardin du XVIIIe siècle, collection de costumes |
| Kingsbridge Cookworthy Museum                      |       | Kingsbridge         | South Hams  | Local                 | website, histoire locale, histoire sociale, artisanat, porcelaine William Cookworthy, cuisine victorienne, costumes, agriculture |
| Kirkham House                                      |       | Paignton            | Torbay      | Maison historique     | Exploité par l'English Heritage, maison en pierre du haut Moyen Âge |
| Knightshayes Court                                 |       | Tiverton            | Mid Devon   | Maison historique     | Exploité par le National Trust, maison de campagne victorienne conçue par William Burges, jardin |
| Lyn and Exmoor Museum                              |       | Lynton              | North Devon | Local                 | Histoire locale, histoire naturelle, culture |
| Marker's Cottage                                   |       | Broadclyst          | East Devon  | Maison historique     | website Exploité par le National Trust, cottage médiéval en torchis avec toit de chaume, près de Killerton |
| Merchant's House, Plymouth                         |       | Plymouth            | Plymouth    | Maison historique     | website, maison du XVIIe siècle, qui abrite trois maires de Plymouth, comprend des antiquités, du matériel pénitentiaire, une salle de classe victorienne, une pharmacie complète                                                                                                  |
| Mortehoe Museum                                    |       | Mortehoe            | North Devon | Local                 | website, histoire locale, patrimoine maritime, agriculture |
| Morwellham Quay                                    |       | Tavistock           | West Devon  | Open air              | Village du XIXe siècle restauré, et quais, bateau restauré, visite de la mine de cuivre en train, ferme victorienne, réserve naturelle |
| Museum of Barnstaple & North Devon                 |       | Barnstaple          | North Devon | Multiple              | website, histoire locale, histoire naturelle, culture, Royal Devon Yeomanry et Devonshire Regiment, archéologie, arts décoratifs; aussi connu comme Barnstaple Museum |
| Museum of British Surfing                          |       | Braunton            | North Devon | Sports                | website, surf au Royaume-Uni, collection de planches de surf |
| Museum of Dartmoor Life                            |       | Okehampton          | North Devon | Multiple              | Histoire locale, culture, industrie, métiers, salles de la période, art |
| Newcomen Engine House                              |       | Dartmouth           | South Hams  | Technologie           | Moteur à vapeur Newcomen et histoire de Thomas Newcomen |
| Newton Abbot Town & GWR Museum                     |       | Newton Abbot        | Teignbridge | Multiple              | website, histoire locale, Great Western Railway, art |
| North Devon Maritime Museum                        |       | Appledore           | North Devon | Maritime              | Histoire de la construction navale et de la navigation dans le village |
| Old Bakery, Manor Mill & Forge                     |       | Branscombe          | East Devon  | Site historique       | Exploité par le National Trust, boulangerie restaurée, forge et forge à eau |
| Otterton Mill                                      |       | Otterton            | East Devon  | Mill                  | Moulin à eau, boulangerie, magasin du XIXe siècle |
| Overbeck's                                         |       | Salcombe            | South Hams  | Maison historique     | Exploité par le National Trust, maison édouardienne avec des collections d'animaux empaillés, des maquettes de bateau, des outils nautiques et des photos, des maisons de poupées                                                                                                  |
| Plough Arts Centre                                 |       | Great Torrington    | Torridge    | Art                   | Comprend la galerie d'art visuel, le théâtre et le cinéma |
| Plymouth City Museum and Art Gallery               |       | Plymouth            | Plymouth    | Multiple              | Histoire locale, histoire naturelle, art, archéologie, arts décoratifs |
| Powderham Castle                                   |       | Kenton              | Exeter      | Maison historique     | Château médiéval, maison du Comte de Devon, cuisine victorienne, parc à daims, jardins |
| Royal Albert Memorial Museum & Art Gallery         |       | Exeter              | Exeter      | Multiple              | Art, histoire naturelle, histoire locale, arts décoratifs, archéologie, monnaies, costumes, culture du monde |
| Salcombe Lifeboat Station                          |       | Salcombe            | South Hams  | Maritime              | Histoire de la RNLI lifeboat station de Salcombe |
| Salcombe Maritime Museum                           |       | Salcombe            | South Hams  | Maritime              | website, portraits de navires, naufrage et sauvetage, construction navale, histoire locale |
| Saltram House                                      |       | Plympton            | Plymouth    | Maison historique     | Exploité par le National Trust, une maison géorgienne conçue par Robert Adam avec un décor, des plâtres et un mobilier d'origine |
| Sand, Devon                                        |       | Sidbury             | East Devon  | Maison historique     | website, manoir élisabéthain, jardin |
| Seaton Museum                                      |       | Seaton              | East Devon  | Local                 | website, également connu sous le nom de Ax Valley Heritage Museum, histoire locale, archéologie, histoire naturelle, géologie |
| Sidmouth Museum                                    |       | Sidmouth            | East Devon  | Local                 | website, histoire locale, histoire naturelle de la côte jurassique |
| Smeaton's Tower                                    |       | Plymouth            | Plymouth    | Maritime              | Ancien phare du XVIIIe siècle |
| South Devon Railway: Buckfastleigh                 |       | Buckfastleigh       | Teignbridge | Rail                  | Siège et musée du South Devon Railway, dépôt de locomotives à vapeur et ateliers |
| South Molton & District Museum                     |       | South Molton        | North Devon | Multiple              | website, histoire locale, métiers, agriculture, culture, archéologie, jouets, articles ménagers, chemin de fer |
| St Nicholas Priory                                 |       | Exeter              | Exeter      | Maison historique     | Meublée comme une maison de ville élisabéthaine en 1602 |
| Start Point Lighthouse                             |       | Start Point         | South Hams  | Maritime              | Phare ouvert aux visites |
| Tamar Belle Visitor Centre                         |       | Bere Ferrers        | West Devon  | Rail                  | Gare victorienne avec équipement, matériel roulant et souvenirs |
| Tavistock Museum                                   |       | Tavistock           | West Devon  | Local                 | website, histoire locale |
| Teignmouth & Shaldon Museum                        |       | Teignmouth          | Teignbridge | Multiple              | website, histoire maritime et locale, art, chemins de fer régionaux et transports aériens |
| Tiverton Castle                                    |       | Tiverton            | Mid Devon   | Maison historique     | vestiges d'un château médiéval, jardins |
| Tiverton Museum of Mid Devon Life                  |       | Tiverton            | Mid Devon   | Multiple              | Histoire locale, chemins de fer, transports, histoire sociale, agriculture |
| Topsham Museum                                     |       | Topsham             | Exeter      | Multiple              | website, histoire maritime et locale, salles de la période du XVIIe siècle, histoire naturelle, métiers locaux, souvenirs de la vedette de cinéma Vivien Leigh |
| Torquay Museum                                     |       | Torquay             | Torbay      | Multiple              | website, histoire locale, Agatha Christie, artefacts de la Kents Cavern, archéologie, réplique de l'intérieur d'une ferme, Egypte ancienne et bijoux du monde |
| Torre Abbey                                        |       | Torquay             | Torbay      | Multiple              | Ancienne abbaye et bastide, galerie d'art, collections de beaux-arts et d'objets de décoration, jardins |
| Totnes Castle                                      |       | Totnes              | South Hams  | Militaire             | Exploité par l'English Heritage, château Norman Motte castrale |
| Totnes Elizabethan House Museum                    |       | Totnes              | South Ham   | Maison historique     | 1575 Maison à colombages avec salles d'époque, histoire locale, y compris l'inventeur de l'ordinateur Charles Babbage, pièces de monnaie saxonnes |
| Totnes Fashion and Textiles Museum                 |       | Totnes              | South Hams  | Fashion               | Costume Situé dans la maison Bogan, vêtements et accessoires du XVIIIe au XXe siècle provenant des costume de la collection Devonshire |
| Totnes Guildhall                                   |       | Totnes              | South Hams  | Site historique       | XVIe siècle Tudor guild hall, magistrate's court et prison |
| Totnes Image Bank and Rural Archive                |       | Totnes              | South Hams  | Photographie          | website, expositions changeantes de photographies, appareils photo et équipements photographiques, situés dans le moulin à eau de la ville |
| Ugbrooke                                           |       | Chudleigh           | Teignbridge | Maison historique     | Domaine datant du XIIe siècle, maison et parc réaménagés au XVIIIe siècle par Robert Adam et Capability Brown |
| University of Exeter Galleries                     |       | Exeter              | Exeter      | Art                   | website, une partie de l'Université d'Exeter, galeries de Northcote House et Queen's Building |
| Upottery Heritage Centre                           |       | Upottery            | East Devon  | Militaire             | website, exploité par le South West Airfields Heritage Trust, historique de la construction de la base de Upottery au cours de la Seconde Guerre mondiale |
| Valiant Soldier                                    |       | Buckfastleigh       | Teignbridge | Maison historique     | website, information, pub et maison des années 1960 |
| Watermouth Castle                                  |       | Watermouth          | North Devon | Amusement             | Parc thématique avec collection d'antiquités victoriennes, outils ménagers, machines de divertissement, instruments mécaniques, jouets, trains miniatures |
| West of England Transport Collection               |       | Winkleigh           | Torridge    | Transport             | website, collection privée de véhicules de transport ouverte au public une fois par an |
| William Pengelly Cave Studies Trust Museum         |       | Buckfastleigh       | Teignbridge | Histoire naturel      | website, géologie, fossiles |

## Musées fermés
- Bradworthy Transport Museum, Holsworthy, website, fermé en 2010[2]
- High Cross House, Totnes, 1930s International Maison de style moderniste avec mobilier et objets de décoration, peintures, sculptures et céramiques, construite pour le directeur de Dartington Hall, fermé en 2013[3]
- Motoring Memories Museum, Colyford, fermé en 2011[4]
- Torrington 1646, Great Torrington, fermé en 2015[5]
- Yelverton Paperweight Centre, Yelverton